# Lithobius tenuicornis
Lithobius tenuicornis är en mångfotingart som beskrevs av Karl Wilhelm Verhoeff 1937. Lithobius tenuicornis ingår i släktet Lithobius och familjen stenkrypare.
Artens utbredningsområde är Italien. Inga underarter finns listade i Catalogue of Life.